# Chanceler
Chanceler ou cancelário (do Latim cancellarius: guarda da cancela que separava o público de um tribunal de justiça) é um título atribuído em diversas instituições cuja organização é inspirada no Império Romano. A função de chanceler ou cancelário pode ser diferente de instituição para instituição.

## História

### Roma Antiga
Em Roma dava-se o nome de cancelarius a cada um dos secretários imperiais que se colocavam atrás das cancelas (cancelli) que separavam o público do recinto onde o imperador fazia justiça.

### Idade Média
Como alguns estados existiam vários funcionários com o título de chanceler, ao mais importante deles era dado o título grão-chanceler ou chanceler-mor.
Em diversos estados medievais da Europa, o título de chanceler ou cancelário foi atribuído a altos funcionários da coroa, que desempenhavam funções semelhantes às dos actuais primeiros-ministros. O chanceler-mor tinha, normalmente, à sua guarda o grande selo do monarca, sendo responsável por selar os documentos mais importantes do estado.
O título de chanceler ou cancelário também era comum nas universidades medievais, normalmente atribuído ao guarda do selo universitário. Nalgumas universidades chanceler acabou por se tornar o título do seu presidente.
Em algumas ordens militares, o chanceler era o oficial mais elevado a seguir ao grão-mestre.

### Portugal
O  chanceler-mor era um dos mais altos funcionários da Coroa de Portugal.
O seu cargo foi criado ainda antes da independência e extinto em 1833.
A sua função principal era a de guardião do selo real. Por extensão, era responsável por examinar os despachos, decisões ou sentenças reais e selar os mais importantes documentos do Estado.
Durante vários períodos da Idade Média, a função de chanceler-mor prevaleceu sobre as outras altas funções do Estado, passando o seu titular a dirigir a governação em nome do Rei, como uma espécie de primeiro-ministro.
Posteriormente a sua função tornou-se, essencialmente, judicial.

## Atualidade
Atualmente o título de chanceler continua a ser usado, com vários sentidos, em diversos países e instituições.

### Alemanha e Áustria
Chanceler Federal (em Alemão: Bundeskanzler) é o título atribuído ao chefe do Governo Federal da Alemanha e ao da Áustria.

### Brasil
No Brasil, Chanceler é o título complementar do ministro das Relações Exteriores. Por extensão, os chefes da diplomacia de outros países são às vezes também chamados de chanceler, mesmo os de países onde o título significa algo diferente (como na Alemanha), o que gera ambiguidade.

### França
Chanceler ou Guarda dos selos é o título complementar do ministro da Justiça francês, herdeiro da função do antigo Chanceler de França.

### Igreja Católica
O Chanceler, na Igreja Católica, tem a função de cuidar da chancelaria das cúrias diocesanas dando respaldo legal aos despachos dos bispos e dos documentos oficiais. Um documento canônico só tem validade legal quando assinado pelo bispo e pelo chanceler, que além de despachar faz o registro e o arquivo de uma cópia. Ainda, cabe ao chanceler cuidar do arquivo da cúria diocesana dispondo-o para a pesquisa histórica. Além de conhecimentos de direito canônico, pede-se ao Chanceler que conheça direito civil, noções de informática e de arquivologia.

### Portugal, Espanha e Itália
Em alguns países europeus, como Portugal, Espanha e Itália, chanceler é um cargo administrativo de primeiro nível em representações diplomático-consulares.

### Reino Unido
Lorde Chanceler é o título do presidente da Câmara dos Lordes, que desempenha, simultaneamente, a função de ministro da Justiça e de presidente do Tribunal da Chancelaria.
Chanceler do Erário (em Inglês: Chancellor of the Exchequer) é o título atribuído ao ministro das Finanças.

### Suíça
O Chanceler da Confederação é o chefe da administração federal. No entanto não é o chefe de governo, função desempenhada pelo Presidente da Confederação Helvética.